# Arsenal of Megadeth
Arsenal of Megadeth — відеоальбом американського хеві/треш-метал-гурту Megadeth, випущений в 2006 році на двох DVD-дисках. Альбом є антологією відео гурту за двадцять років. Він містить відеокліпи, живі виступи, інтерв'ю, кадри з документальних фільмів та інше. Arsenal of Megadeth домігся золотого статусу в США і платинового в Канаді та Аргентині.
На обкладинці альбому зображений маскот гурту Вік Раттлхед, що несе в руках бомбу. Написи на бомбі виконані на хангилі (писемності корейців) та говорять наступне:
- 메가데스 = Megadeth
- 병기창 = «Військовий банк», «склад боєприпасів», «арсенал»
- 메가데스 병기창 = «Арсенал Megadeth»

## Список композицій

### Диск 1
1. Уривки з фільму Радіорозмови
2. Кліп на пісню «Peace Sells»
3. Інтерв'ю 1986 року
4. Кліп на пісню «Wake Up Dead»
5. Інтерв'ю Пенелопи Сфіріс
6. Кліп на пісню «In My Darkest Hour»
7. Промо-відео до альбому So Far, So Good... So What!
8. Кліп на пісню «Anarchy in the U.K.»
9. Кліп на пісню «No More Mr. Nice Guy»
10. Прослуховування Марті Фрідмана
11. Телевізійне промо-відео до альбому Rust in Peace
12. Зйомки з концертів у рамках туру Clash of the Titans 1990 року
13. Кліп на пісню «Holy Wars... The Punishment Due»
14. Кадри з виступу в передачі Headbangers Ball 18 травня 1991 року
15. Кліп на пісню «Hangar 18»
16. Кліп на пісню «Go to Hell»
17. Телевізійне промо-відео до альбому Countdown to Extinction
18. Три зкомпільованих промо-відео «Rock the Vote»
19. Кліп на пісню «Symphony of Destruction»
20. Кліп на пісню «Symphony of Destruction» (Edited Gristle Mix)
21. Кліп на пісню «Skin o' My Teeth»
22. Кліп на пісню «High Speed Dirt»
23. Кліп на пісню «Foreclosure of a Dream»
24. Кадри з виступу A Day in the Life of Hollywood 1992 року
25. Кліп на пісню «Sweating Bullets»

### Диск 2
1. Уривки з Evolver: The Making of Youthanasia
2. Кліп на пісню «Train of Consequences»
3. Відео про зйомки кліпу «Train of Consequences»
4. Телевізійне промо-відео до альбому Youthanasia
5. Інтерв'ю Ніка Менца 1994 року
6. Виступ Night of the Living Megadeth 1994 року
7. Виступ MTV Most Wanted 1995 року
8. Інтерв'ю Дейва Мастейна 1994 року
9. Кліп на пісню «À Tout le Monde»
10. Інтерв'ю Мастейна та Менца 1994 року
11. Кліп на пісню «Reckoning Day»
12. Телевізійне промо-відео до альбому Cryptic Writings
13. Кліп на пісню «Trust»
14. Відео про зйомки кліпу «Trust»
15. Телевізійне промо-відео Cryptic TV
16. Кліп на пісню «Almost Honest»
17. Кліп на пісню «A Secret Place»
18. Інтерв'ю 1998 року
19. Кадри з ТВ-шоу The Drew Carey Show 1998 року
20. Промо-відео до альбому Risk
21. Кліп на пісню «Insomnia»
22. «Sweating Bullets» (виступ на Gigantour, 2005)
23. «Peace Sells» (виступ на Gigantour, 2005)
24. Кадри робіт над обкладинкою до альбому Youthanasia

## Учасники запису
- Дейв Мастейн: вокал, гітара
- Девід Еллефсон: бас-гітара, бек-вокал
- Марті Фрідман: гітара
- Кріс Поланд: гітара
- Джефф Янг: гітара
- Глен Дровер: гітара
- Гар Самуельсон: барабани
- Чак Белер: барабани
- Нік Менца: барабани
- Джиммі Деграссо: барабани
- Шон Дровер: барабани
- Джеймс Макдонау: бас-гітара